# Schizoperoides expeditionis
Schizoperoides expeditionis is een eenoogkreeftjessoort uit de familie van de Miraciidae. De wetenschappelijke naam van de soort is voor het eerst geldig gepubliceerd in 1968 door Por.